# Vento, vento, portali via con te
Vento, vento, portali via con te è un film del 1976 diretto da Mario Bianchi.

## Trama
Le vicende di due maldestri poliziotti della narcotici, Nicola e Roberto, che rimarranno coinvonti in un affare pericoloso e ben più grande di loro, ma alla fine risolveranno il caso.

## Distribuzione
Non si hanno notizie precise sulla data di distribuzione nelle sale cinematografiche italiane.
Venne trasmesso in televisione per la prima volta da Rete 4 il 23 maggio 2019.